# Lento Violento Man - La musica che pesta
Lento Violento Man - La música che pesta es una compilación producida por Gigi D'Agostino. Comenzó a ser distribuida durante el live a la discoteca Altromondo de Rimini el 20 de julio de 2007 y, después, salió el 27 y el 28 de julio de 2007, en todas las tiendas de discos. La compilación está dividida en dos CD de 19 canciones, no mezcladas, cada uno. Gigi D'Agostino ha propuesto, en breve distancia de Lento Violento... e altre storie, otro trabajo caracterizado del género suyo: el lento violento.
Casi todas las canciones contenidas en los CD tienen sonoridades muy lentas, gruesas y contra distantes de una casa muy presente y dura. Alternativamente el dj de turin ha insertado también algunas piezas "más tranquilas" y melódicas. Muchas canciones han hecho a los numerosos live de Gigi D'Agostino en las discotecas de todo Europa y han sido re propuestos por primera vez al grande público, aunque toco, prevalentemente, inicialmente nacidas como breves ganancias entre un mezclado y el otro a los live. La mayor parte de las canciones ha sido producida con el sobrenombre de Lento Violento Man; en la compilación Gigi D'Agostino también tuvo la colaboración de Mr. Dendo, de Moto Remoto y de Zeta Reticuli, que han firmado algunas piezas, igualmente los collaboradores de confianza Luca Noise y DJ Pandolfi, el cual ha contribuido también al proyecto Ultramax.

## Rastros

### CD 1
1. Mondo Dag 6 (Gigi D'Agostino)
2. The Maranza (Lento Violento Man)
3. Quando dico (Lento Violento Man)
4. Reparto presse (Lento Violento Man)
5. Quoting (Lento Violento Man)
6. Mondo Dag 7 (Gigi D'Agostino)
7. Danzaplano (Lento Violento Man)
8. Distorsione Dag (Lento Violento Man)
9. Vi racconto (Lento Violento Man)
10. Dago 3 (Lento Violento Man)
11. Consorzio agrario (Lento Violento Man)
12. Costruendo (Lento Violento Man)
13. Mondo Dag 5 (Gigi D'Agostino)
14. E la música la pesta (Lento Violento Man)
15. Carica lenta (Lento Violento Man)
16. Picchia (Lento Violento Man)
17. Puledrino (Lento Violento Man)
18. Tempesta nella giungla (Lento Violento Man)
19. Cicoria lessa (Lento Violento Man)

### CD 2
1. Mondo Dag 9 (Gigi D'Agostino)
2. Zig zag (Lento Violento Man)
3. Ascolta (Moto remoto)
4. Attrezzi e accessori (Lento Violento Man)
5. Carpe dream (Mr. Dendo)
6. Tresca losca (ferramenta mix) (Lento Violento Man)
7. Ok Man (Lento Violento Man)
8. Mondo Dag 3 (Gigi D'Agostino)
9. Trabacando (Ultramax)
10. Contenuto latente (Lento Violento Man)
11. Scelta tetanica (una scelta di vita mix) (Lento Violento Man)
12. Zappa e aratro (Lento Violento Man)
13. Scusa (Moto remoto)
14. Viaggio di maggio (Lento Violento Man)
15. Batte forte (Lento Violento Man)
16. Saldatrice tamarra (Lento Violento Man)
17. Hablando (DJ Pandolfi)
18. Ferro fetente (Lento Violento Man)
19. Taranza (Zeta Reticuli)

- Datos: Q3830224